# Ourba
Ourba est une localité située dans le département de Bouroum de la province du Namentenga dans la région Centre-Nord au Burkina Faso. 

## Géographie
Isolé au nord du département, Ourba se trouve à 9 km au nord-est du village de Bellogo – auquel il est administrativement rattaché –, à 25 km au nord de Bouroum, le chef-lieu du département, et à 65 km au nord-ouest de Tougouri.

## Histoire
En janvier 2020, des attaques djihadistes dans le secteur d'Ourba ont entrainé le déplacement de nombreux habitants du village vers Bouroum.

## Éducation et santé
Le centre de soins le plus proche de Ourba est le centre de santé et de promotion sociale (CSPS) de Bellogo tandis que le centre médical (CM) de la province se trouve à Tougouri.